# Marcel Kulendík
Marcel Kulendík je bývalý český celník, v letech 2000–2001 generální ředitel Generálního ředitelství cel Celní správy ČR.

## Kariéra
Po absolvování strojírenského studia se věnoval oboru, po čase začal pracovat na železniční celní pobočce Petrovice u Karviné. Od roku 1990 působil na Oblastním celním úřadu Ostrava, respektive Celním ředitelství Ostrava. V roce 1998 se na krátkou dobu stal ředitelem Celního ředitelství Ústí nad Labem a v letech 1998–1999 byl ředitelem Celního ředitelství Ostrava.
K 1. listopadu 1999 byl jmenován náměstkem generálního ředitele Generálního ředitelství cel (GŘC) Celní správy České republiky a již od 1. prosince téhož roku byl po rezignaci Miroslava Kárníka coby náměstek pověřen vedením GŘC. K 1. květnu 2000 jej ministr financí Pavel Mertlík jmenoval generálním ředitelem GŘC. V této funkci vydržel pouze rok, k 31. květnu 2001 rezignoval. V Celní správě působil i nadále, mezi lety 2001 a 2010 sloužil jako ředitel Celního ředitelství Praha a od roku 2011 byl ředitelem Celního úřadu Praha Ruzyně. Z této pozice odešel 30. dubna 2022, kdy požádal o ukončení služebního poměru.
V roce 2010 vystudoval obor Mezinárodní a regionální vztahy v průmyslovém vlastnictví na Metropolitní univerzitě Praha.